# Roekajja bint Mohammed
Roekajja bint Mohammed ((ar)  رقية بنت محمد), (overleden rond 624) was een dochter (of stiefdochter, q.v.) van Mohammed en Khadija. Ze was getrouwd met  Oethman ibn Affan.

## Dispuut over de afkomst
In de sjiitische islam heerst er twijfel over haar afkomst; zij stellen dat Roekajja geen dochter van Mohammed was. Zij stellen dat Roekajja veeleer een stiefdochter van de profeet was, en misschien zelfs een aangenomen dochter van Khadija. Het feit dat ze getrouwd was met Oethman maakt haar vanuit een sjiitisch perspectief zeker niet tot een van de meest populaire vrouwen in de vroege islam. De soennieten hebben veel minder problemen met de erkenning van Roekajja als een van Mohammeds dochters.

## Huwelijk
Ook hier zijn enkele controversen over; volgens enkele bronnen was ze eerst getrouwd met Utbah ibn Abu Lahab maar werd ze door hem verstoten op aandrang van diens vader Abu Lahab, een van Mohammeds felste tegenstanders in Mekka. Dit maakte de weg vrij voor een huwelijk met Oethman, een vroege bekeerling van de islam en een van Mohammed's naaste metgezellen.